# Chcę tu zostać
Chcę tu zostać – singel polskiej piosenkarki Carli Fernandes. Singel został wydany 23 kwietnia 2024.
Kompozycja znalazła się na 14. miejscu listy OLiA, najczęściej odtwarzanych utworów w polskich rozgłośniach radiowych.

## Geneza utworu i historia wydania
Utwór napisali i skomponowali Carla Fernandes, Patryk Kumór, Frank Bo, Dominic Buczkowski-Wojtaszek i Emilian Waluchowski, natomiast za produkcję utworu odpowiadał Hotel Torino.
Singel ukazał się w formacie digital download 23 kwietnia 2024 w Polsce za pośrednictwem wytwórni płytowej DB4 Management w dystrybucji Warner Music Poland.
2 maja 2024 utwór został zaprezentowany telewidzom stacji TVN w programie Dzień dobry TVN. 24 sierpnia wykonała piosenkę podczas „Przeboju lata Radia Zet i Polsatu”.

## „Chcę tu zostać” w stacjach radiowych
Nagranie było notowane na 14. miejscu w zestawieniu OLiA, najczęściej odtwarzanych utworów w polskich rozgłośniach radiowych.

## Teledysk
Do utworu powstał teledysk w reżyserii Tomasza Wilczyńskiego, który udostępniono 24 kwietnia 2024 za pośrednictwem serwisu YouTube.

## Lista utworów
- Digital download[2]

1. „Chcę tu zostać” – 3:00

## Notowania
| Kraj   | Lista (2024)                   | Najwyższa pozycja |
| ------ | ------------------------------ | ----------------- |
| Polska | OLiS – oficjalna lista airplay | 14                |

| Kraj   | Lista (2024)                   | Pozycja |
| ------ | ------------------------------ | ------- |
| Polska | OLiS – oficjalna lista airplay | 89      |

## Wyróżnienia
| Rok  | Konkurs                  | Kategoria    | Rezultat    |
| ---- | ------------------------ | ------------ | ----------- |
| 2024 | Przebój roku RMF FM 2024 | Przebój roku | 90. miejsce |